# Chiesa di San Mauro (Signa)
La chiesa di San Mauro si trova nell'omonima località del comune di Signa.

## Storia e descrizione

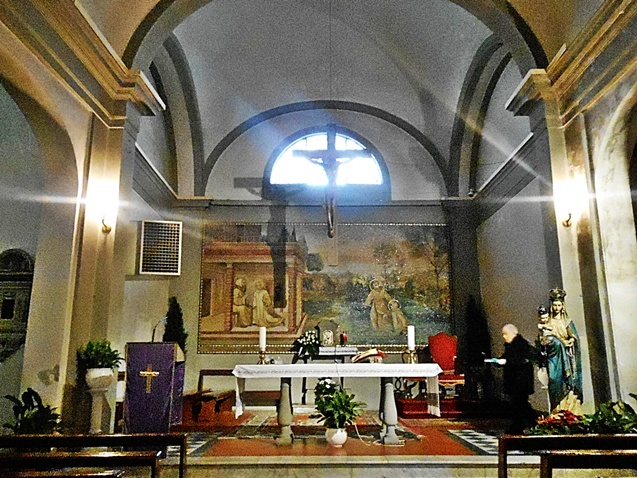
Interno

La chiesa dedicata a San Mauro, dal quale il paese prende nome, è documentata fin dal XIII secolo. L’aspetto originario della chiesa è purtroppo alterato dai molteplici rimaneggiamenti di epoche successive. Il nome del santo titolare induce a pensare che sul luogo sorgesse originariamente un monastero benedettino. È stato ipotizzato, perciò, che ne siano stati fondatori i monaci della Badia di San Salvatore a Settimo.
Dalla visita pastorale di monsignor Gammaro, nel 1514 il popolo di San Mauro risultava di circa 400 anime. Due le compagnie religiose esistenti: quella di Santa Maria, che si occupava della chiesa, e quella esclusivamente maschile di San Sebastiano. Quest’ultima si adunava in un locale attiguo alla chiesa trasformato dal 1627 in oratorio. Vantava tuttavia anche il patronato di un altare ubicato a destra dell’altare maggiore. Citata nei documenti come rettoria, San Mauro risultava prioria nel XVIII secolo.
Introduce alla chiesa un portico. La facciata presenta lo stemma dell’antico comune di San Mauro sul quale campeggia un gelso. A coronamento del tetto una banderuola, datata 1859.
L'interno è ad una sola navata. Le vetrate sono state eseguite dalla bottega Fanfani nel 1943. Sulla parete sinistra nicchia con statua in cartapesta dipinta raffigurante la Madonna del Buon Pastore. Segue la cappella decorata da una tela (attualmente si trova in una delle sale adiacenti alla chiesa) con l’immagine di San Michele arcangelo, stilisticamente affine ai modi del pittore fiorentino Francesco Curradi e da datarsi intorno al 1620. L'altare, nei documenti, risulta di patronato della famiglia Bertini.
Di notevole importanza il ciborio (1500 ca.) della bottega di Benedetto Buglioni con stemma raffigurante un gelso (antico Comune di San Mauro?).
All'altare maggiore grande mosaico eseguito dal Caroti nel 1983. Il crocifisso ligneo, proveniente da Ortisei, è stato donato alla chiesa dalla San Vincenzo dei Paoli intorno al 1950.
In una delle sale adiacenti alla chiesa (visitabile a richiesta) Martirio di San Sebastiano. L'opera proviene dall'ex compagnia dedicata al santo che aveva sede nei locali attigui alla chiesa. Il dipinto, di grande qualità e suggestione, è stato riferito al pittore fiorentino Vincenzo Dandini ed è da ritenersi eseguito nel quinto decennio del XVII secolo.
Il Compianto sul Cristo morto, dono del celebre tenore Mirto Picchi, è una copia, eseguita da Giuseppe Santelli, dell’originale del Perugino conservato agli Uffizi.
Segue pulpito rinascimentale in pietra serena.
La parete destra è dominata dalla Madonna col Bambino tra San Jacopo minore e San Giovanni evangelista, grande terracotta parzialmente invetriata attribuita a Luca della Robbia il giovane e databile intorno alla metà del secondo decennio del XVI secolo.